# 스리랑카-영국 관계
스리랑카-영국 관계는 스리랑카와 영국 간의 외교 관계이다.

## 역사

### 영국령 실론

영국령 실론의 국기

영국령 실론은 1817년부터 영국령 인도에 소속된 식민지로 운영되었다. 섬에 대한 영국의 통치 기간 동안, 캔디 지역의 농민들은 1840년 12호 (때로는 왕실 토지 조례 또는 폐기물 토지 조례라고도 불림)에 의해 토지를 박탈당했다. 이것은 현대적인 인클로저 운동이었으며, 우바 반란 이후의 빈곤을 심화시켰다. 영국인들은 스리랑카의 고지대가 커피, 차, 고무 재배에 잘 적합하다는 것을 발견했고, 19세기 중반까지 실론 차는 영국 시장의 주요 품목이 되었으며, 유럽인 차 재배자들 중 소수 계층에게 큰 부를 가져다주었다. 플랜테이션에서 일할 노동력이 필요했기 때문에, 재배자들은 남인도에서 다수의 타밀인을 계약 노동자로 수입했으며, 이들은 곧 섬 인구의 10%를 차지하게 되었다. 이 노동자들은 가축 우리와 크게 다르지 않은 라인룸이라 불리는 열악한 환경에서 살았다.
영국 식민 정부는 반유럽계 버거인들, 특정 고위 카스트의 싱할라인들, 그리고 주로 나라 북부에 집중된 타밀인들 일부 민족 집단을 우대했으며, 섬의 다른 민족 집단들은 무시했다. 그럼에도 불구하고, 영국은 스리랑카 역사상 처음으로 민주주의적 요소들을 도입했다. 버거인들은 1833년에 이미 어느 정도의 자치권을 받았다. 1909년에 일부 선출된 의회와 함께 헌법 발전이 시작되었고, 1920년에 이르러서야 선출된 의원들이 공식 임명된 의원 수를 능가했다. 1931년에 보통선거가 도입되었으며, 평민들이 투표하는 것을 반대한 싱할라, 타밀, 버거 엘리트들의 항의에도 불구하고 이루어졌다. 주요 정치 개혁은 도너모어 위원회에서 시작되었고, 이 위원회는 1931년부터 1947년까지 사용된 헌법을 제안했다. 제2차 세계 대전 후, 실론은 1948년에 영국으로부터 독립을 얻었고, D. S. 세나나야케가 초대 총리이자 건국의 아버지가 되었다.

### 독립 이후
실론은 1972년까지 대영 제국의 자치령으로 남아 있었으며, 그 해에 스리랑카 공화국이 되었다. 이 나라는 여전히 영연방의 일원이다.
마이트리팔라 시리세나 대통령은 2015년에 영국을 공식 방문하여 데이비드 캐머런 총리와 엘리자베스 2세 여왕을 만났다. 2018년에는 라닐 위크레마싱헤 총리가 당시 영국 총리인 테레사 메이를 만나기 위해 공식 방문했다.